# Hanseviertel (Erfurt)
Das Hanseviertel ist ein Viertel im Stadtteil Krämpfervorstadt der thüringischen Landeshauptstadt Erfurt. Im Hanseviertel lebten am 31. Dezember 2007 4.750 Menschen. Dort befindet sich der Sitz der Fachhochschule Erfurt. Geprägt ist das Hanseviertel durch avantgardistische Wohngebäude des kommunalen Wohnungsbaus der 1920er- und 1930er-Jahre. 

## Lage
Das Hanseviertel nimmt den nördlichen Teil der Krämpfervorstadt ein. Es erstreckt sich zwischen der Leipziger Straße im Süden, der Stauffenbergallee im Westen, der Schlachthofstraße im Norden und der Greifswalder Straße im Osten. Im Hanseviertel selbst liegen die Wilhelmshavener Straße, der Helgoländer Weg, die Rostocker Straße, die Oldenburger Straße, die Emdener Straße, die Bremer Straße, die Hamburger Straße, die Altonaer Straße, die Kieler Straße, die Flensburger Straße, die Liebknechtstraße, die Fritz-Noack-Straße, die Röntgenstraße und die Bodestraße. Am Rand des Viertels liegen der Hanseplatz, der Leipziger Platz und der Steinplatz. An den öffentlichen Personennahverkehr ist das Viertel über die Straßenbahnlinie 4 auf der Leipziger Straße sowie über die Stadtbuslinie 9 auf der Liebknechtstraße angebunden.

## Geschichte

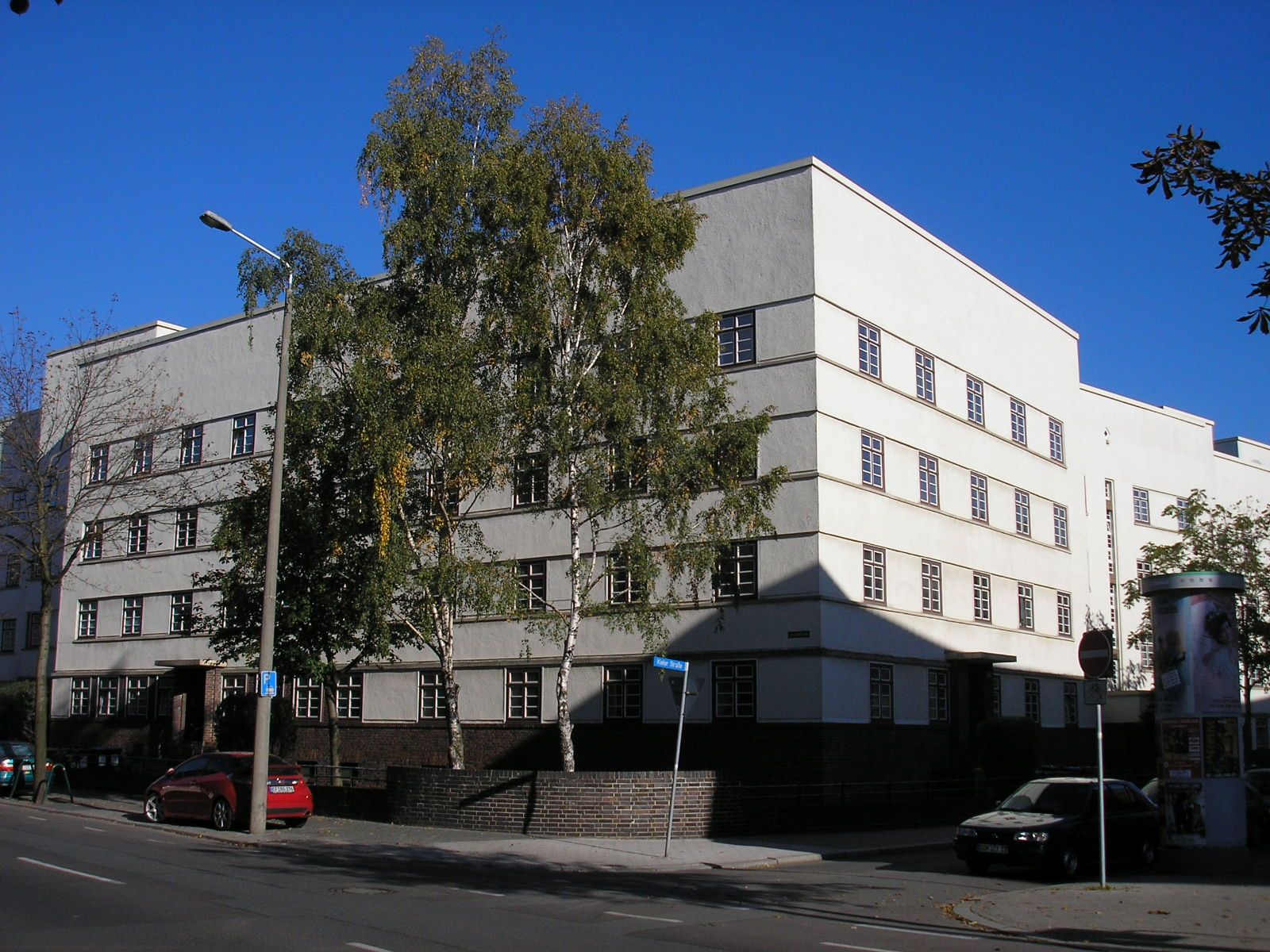
Südecke des Flensburger Blocks

Ab 1880 wurde der vordere Teil des Hanseviertels zwischen Stauffenbergallee und Liebknechtstraße bebaut. Dort findet sich teilweise noch klassische Gründerzeitarchitektur mit Mietshäusern jener Zeit. Der Erste Weltkrieg stoppte die Bautätigkeit im Hanseviertel. Nach dem Ersten Weltkrieg herrschte in Erfurt, wie in anderen deutschen Großstädten auch, Armut, gepaart mit drückender Wohnungsnot. Dies veranlasste die Stadtverwaltung dazu, Kommunalwohnungen zu errichten. Dazu holte man die Architekten des Neuen Bauens Karl Schneider und Otto Jacobsen aus Hamburg, die dort bereits Erfahrungen mit dem Errichten zeitgemäßer Kommunalwohnungen hatten. Jacobsen wurde Mitgesellschafter der Grundstücksgesellschaft Krämpfertor mbH, die 1928 mit der Bebauung des Hanseviertels begann. Architektonisches Aushängeschild des Viertels wurden die Wohnanlagen „Flensburger Block“ und „Hamburger Block“, die bis 1930 errichtet wurden. Es handelt sich um viergeschossige Wohnblocks in dem Bauhaus entsprechenden Formen. Am Hamburger Block wurde zudem erstmals eine Außengangerschließung in Erfurt errichtet. 1946 wurde die Gartenbauhochschule gegründet. Sie erhielt ihren Campus an der Altonaer Straße in der Mitte des Hanseviertels, dort, wo heute die Fachhochschule Erfurt ihren Sitz hat. In der Zeit kurz nach dem Zweiten Weltkrieg wurde die Bebauung des Hanseviertels bis zur Greifswalder Straße im Osten fertiggestellt. Nach der Wiedervereinigung wurde das Wohngebiet saniert, die Fachhochschule gegründet und durch Erweiterungsbauten vergrößert.